# Paederia taolagnarensis
Paederia taolagnarensis là một loài thực vật có hoa trong họ Thiến thảo. Loài này được Razafim. & C.M.Taylor mô tả khoa học đầu tiên năm 2000.